# Чоловік на ім'я Ла Рокка
Чоловік на ім'я Ла Рокка (фр. Un nommé La Rocca) — французька кримінальна кінодрама 1961 року, знята Жаном Беккером, з Жаном-Полем Бельмондо і Крістін Кауфманн у головних ролях.

## Сюжет
За романом Хосе Джованні. Жан-Поль Бельмондо грає молодого перспективного бандита Рокка, який взагалі не має страху ні перед ким — ні перед законом, ні перед конкурентами.

## У ролях
- Жан-Поль Бельмондо — Роберто Ла Рокка
- Крістін Кауфманн — головна роль
- П'єр Ванек — головна роль
- Беатріс Альтаріба — другорядна роль
- Анрі Вірложйо — другорядна роль
- Маріо Давід — другорядна роль
- Ніко — другорядна роль
- Шарль Мулен — другорядна роль
- Жан-П'єр Даррас — другорядна роль
- Едмон Бошам — другорядна роль
- Жак Леонар — другорядна роль
- Жан Грас — другорядна роль
- Мішель Константен — другорядна роль
- Клод П'єплю — другорядна роль
- Анрі Аріюс — другорядна роль
- Мік Бессон — другорядна роль
- Клод Жагер — другорядна роль
- П'єр Міра — другорядна роль
- Жерар Ернандес — другорядна роль
- Жак Ріспаль — другорядна роль
- Домінік Зарді — другорядна роль

## Знімальна група
- Режисер — Жан Беккер
- Сценаристи — Жан Беккер, Жозе Джованні
- Оператор — Гіслен Клоке
- Композитор — Клод Норманд
- Продюсери — Одрі де Карбучча, Ролан Жирар, Рене Гастон Вуатту